# Формування держави
Формування держави — це процес розвитку централізованої урядової структури в ситуації, коли вона не існувала до її розвитку. Формування держави протягом багатьох років вивчала низка дисциплін соціальних наук, настільки, що Джонатан Хаас пише, що "Однією з улюблених розваг соціологів протягом минулого століття було теоретизувати еволюцію великих світових цивілізацій ". Дослідження формування держави поділяється, як правило, на вивчення ранніх держав (тих, що розвивались у суспільствах без громадянства), або на сучасні держави (особливо на форму, що склалася в Європі в 17 століття і поширилася по всьому світу). Академічні суперечки щодо різних теорій є видатною рисою в таких галузях, як антропологія, соціологія, економіка та політологія. Формування держави може включати державотворення та націогенезу.

## Держава
Держава — це політична система з централізованим урядом, військовою силою, державною службою, влаштованим суспільством та грамотністю. Хоча чіткої згоди щодо визначальних характеристик держави немає, і визначення може суттєво відрізнятися залежно від спрямованості конкретного визначення. Держава вважається територіально пов'язаною і відрізняється від племен або одиниць без централізованих установ.
За словами Пейнтера і Джеффрі, існує 5 відмінних рис сучасної держави:
1. Вони впорядковані за чіткими межами з адміністративним контролем у цілому;
2. Вони займають великі території з контролем, що надається організованим установам;
3. Вони мають столицю і наділені символами, що втілюють державну владу;
4. Уряд у штаті створює організації для моніторингу, управління та контролю за своїм населенням шляхом нагляду та ведення діловодства;
5. Вони з часом посилюють моніторинг.[4]

Крім того, Гербст вважає, що існує ще одна відповідна характеристика сучасних держав: націоналізм. Це почуття належності до певної території відіграє центральну роль у державному утворенні, оскільки збільшує готовність громадян платити податки.

## Пояснення ранніх держав та пояснення сучасних держав
Теорії державотворення мають два окремі напрямки, що значною мірою залежать від галузі дослідження:
1. Ранній перехід у людському суспільстві від племінних спільнот до більших політичних організацій. Дослідження цієї теми, часто в антропології, досліджують початковий розвиток основних адміністративних структур у районах, де держави розвивались із суспільств без громадянства.[6] Попри те, що формування держав було активною програмою досліджень в галузі антропології та археології до 1980-х років, деякі зусилля змінилися, щоб зосередити увагу не на тому, чому ці держави утворилися, а на тому, як вони функціонували.[7]
2. Навпаки, дослідження в галузі політології та соціології значною мірою зосереджувались на формуванні сучасної держави.[6]

### Раннє державотворення
Антрополог Девід С. Сандефорд мінімально визначає держави як соціально розшаровані та бюрократично керовані суспільства з принаймні чотирма рівнями ієрархії поселень (наприклад, велика столиця, міста, села та хутори). Первинні держави — це ті державні суспільства, які розвивались у регіонах, де раніше не існувало жодної держави. Ці держави розвивалися суворо внутрішніми процесами та взаємодією з іншими недержавними суспільствами. Точна кількість випадків, які кваліфікуються як первинні держави, невідомо чітко через обмежену інформацію про політичну організацію до розвитку писемності в багатьох місцях, але Сандефорд перелічує десять ймовірних випадків формування первинного штату в Євразії, Америці та Тихому океані.
Дослідження щодо формування ранніх держав, як правило, фокусуються на процесах, які створюють та інституціоналізують державу в ситуації, коли держави раніше не існувало. Приклади ранніх держав, що склалися у взаємодії з іншими державами, включають грецькі цивілізації егейської бронзової доби та цивілізацію Мадагаскару на Мадагаскарі. На відміну від первинного державного утворення, раннє державне формування не вимагає створення першої держави в цьому культурному контексті або розвитку самостійно, незалежно від державного розвитку поблизу. Таким чином, причинно-наслідкові зв'язки раннього стану можуть включати запозичення, нав'язування та інші форми взаємодії з уже існуючими державами.
| Держава      | Регіон                                                                            | Приблизна дата         |
| ------------ | --------------------------------------------------------------------------------- | ---------------------- |
| Суза         | Месопотамія, південний захід Ірану приблизно                                      | 4000-3000 р. до н. е   |
| Урук         | Месопотамія, південний Ірак                                                       | 4000–3000 до н. е      |
| Ієраконполіс | верхній Єгипет                                                                    | 3500–3100 до н . е     |
| Хараппа      | Долина Інд, західна Індія, східний Пакистан (Пенджаб, Раджастхан, Сінд, Гуджарат) | 2600–2000 до н . е     |
| Ерліту       | центральний Китай (Шаньсі та Хенань)                                              | 1900–1500 до н . е     |
| Монте-Альбан | Долина Оахака, південь Мексики                                                    | 300 до н . е–200 н . е |
| Теотиуакан   | Улоговина Мексики, центральна Мексика                                             | 100–1 до н . е         |
| Віру         | Долина Віру, прибережна північ Перу                                               | 200 до н . е–200 н . е |
| Тіванаку     | Озеро Тітікака, північ Болівії                                                    | 300–600 н . е          |
| Гаваї        | Гавайські острови                                                                 | 800–1800 н . е         |

### Сучасне державотворення
Теорії формування сучасних держав зосереджуються на процесах, що підтримують розвиток сучасних держав, особливо тих, що сформувались у пізньосередньовічній Європі, а потім поширилися по всьому світу з колоніалізмом. Починаючи з 40-х та 50-х років минулого століття, коли йшли процеси деколонізації, увага приділялася формуванню та будівництву сучасних держав зі значною бюрократією, можливістю оподаткування та територіальним суверенітетом у всьому світі. Однак деякі вчені вважають, що сучасна державна модель сформувалася в інших частинах світу до колоніалізму, але колоніальні структури її замінили.

## Теорії розвитку раннього формування держави
Існує ряд різних теорій та гіпотез щодо раннього формування держави, які шукають узагальнення, щоб пояснити, чому держава розвивалася в деяких місцях, а не в інших. Інші вчені вважають, що узагальнення є безрезультатними та що кожен випадок раннього утворення держави повинен розглядатися самостійно.

### Волюнтаристські теорії

Урук, одне з головних місць для дослідження раннього державотворення.

Волюнтаристські теорії стверджують, що різноманітні групи людей об'єдналися, щоб утворити держави в результаті певного спільного раціонального інтересу. Теорії в основному зосереджуються на розвитку сільського господарства, а також на населення та організаційний тиск, що послідував і призвів до державотворення. Аргумент полягає в тому, що такий тиск призводить до інтеграційного тиску на раціональних людей на об'єднання та створення держави. Значна частина філософської традиції суспільного договору пропонувала добровільну теорію державотворення.
Однією з найвидатніших теорій раннього та первинного формування держави є гідравлічна гіпотеза, яка стверджує, що стан був результатом необхідності побудови та підтримки масштабних іригаційних проєктів. Теорія була найбільш суттєво детальною. Аргумент Карла Августа Вітфогеля про те, що в посушливих умовах фермери стикаються з обмеженнями виробництва дрібного зрошення. Врешті-решт різні сільськогосподарські виробники об'єднаються у відповідь на тиск населення та посушливий стан навколишнього середовища, створити державний апарат, який міг би будувати та підтримувати великі іригаційні проєкти.
На додаток до цього, Карнейро називає автоматичну гіпотезу, яка стверджує, що розвиток сільського господарства легко створює умови, необхідні для розвитку держави. З надлишковими запасами продовольства, створеними в результаті розвитку сільського господарства, створення різних класів робітників та розподіл праці автоматично спричинило б створення державної форми.
Третя волюнтаристська гіпотеза, особливо спільна з деякими поясненнями раннього розвитку держави, полягає в тому, що торгові мережі на великі відстані створили поштовх для розвитку держав у ключових місцях: таких як порти чи оази. Наприклад, збільшення торгівлі в 16 столітті, можливо, було ключем до державотворення в західноафриканських державах, таких як Уайда, Дагомея та Бенінська імперія.

### Теорії конфліктів
Конфліктні теорії державотворення вважають конфлікт і домінування деякого населення над іншим населенням ключовим для утворення держав. На відміну від волюнтаристських теорій, ці аргументи вважають, що люди добровільно не погоджуються створити державу, щоб максимізувати вигоди, але такі держави формуються внаслідок певної форми гноблення однією групою над іншими. Ряд різних теорій покладаються на конфлікт, домінування або утиск як причинно-наслідковий процес або як необхідний механізм у певних умовах, і вони можуть запозичувати інші підходи. Загалом теорії виділяють: економічне розшарування, завоювання інших народів, конфлікти в обмежених районах та неоеволюційний ріст бюрократії.

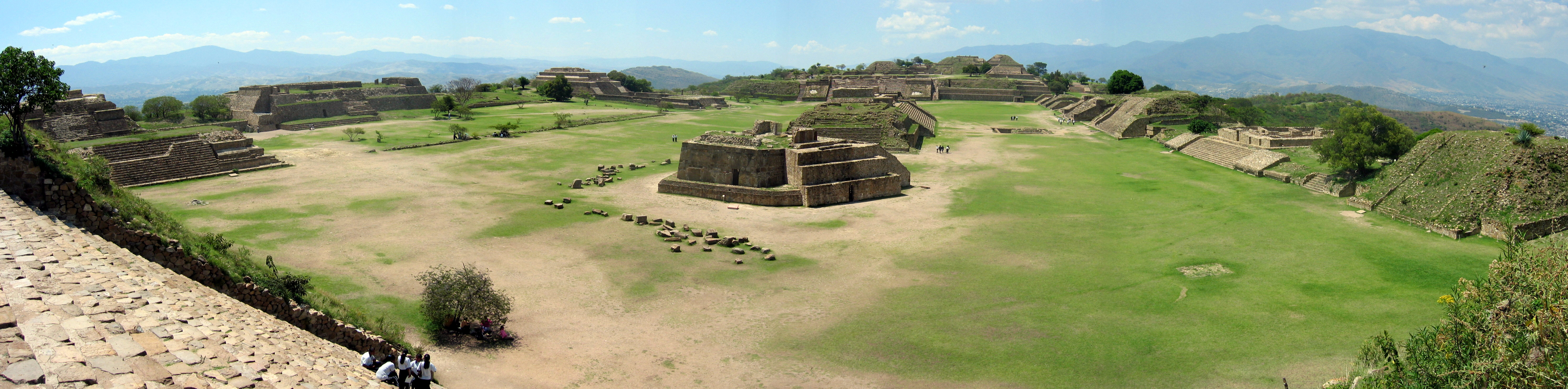
Панорама Монте-Альбан у сучасній Мексиці, видно з Південної платформи. Археологи часто шукають докази таких «масштабних будівельних проектів, торгових мереж та релігійних систем» для виявлення ранніх держав.

#### Економічна стратифікація
Фрідріх Енгельс сформулював одну з найдавніших теорій держави, базуючись на антропологічних свідченнях у «Походженні сім'ї, приватної власності та держави» (1884). Теорія Енгельса розроблена на основі вивчення Античного суспільства (1877) Льюїсом Х. Морганом та ескізів роботи Карла Маркса про азіатський спосіб виробництва. Енгельс стверджує, що держава склалася внаслідок необхідності захисту приватної власності. Теорія стверджувала, що надлишок виробництва в результаті розвитку сільського господарства створив поділ і спеціалізацію праці, що призвело до класів, які обробляли землю, і до тих, хто міг приділяти час іншим завданням. Класовий антагонізм і необхідність забезпечити приватну власність тих, хто живе надлишком продукції, виробленої аграріями, призвели до створення держави. Антрополог Мортон Фрід (1923-1986) надалі розвивав цей підхід, ставлячи соціальну стратифікацію як основну динаміку, що лежить в основі розвитку держави.

#### Теорії завоювань
Подібно до теорій економічної стратифікації, теорія завоювання стверджує, що одне місто створює державу з метою контролю над іншими підкореними ними племенами або поселеннями. Теорія сягає корінням у праці Ібн Халдуна (1332-1406) та Жана Бодена (1530–1596), але вперше вона була організована навколо антропологічних доказів Францем Оппенгеймером (1864-1943). Оппенгеймер стверджує, що держава була створена, щоб закріпити нерівність між народами в результаті завоювання.

#### Теорія обмеження Карнейро

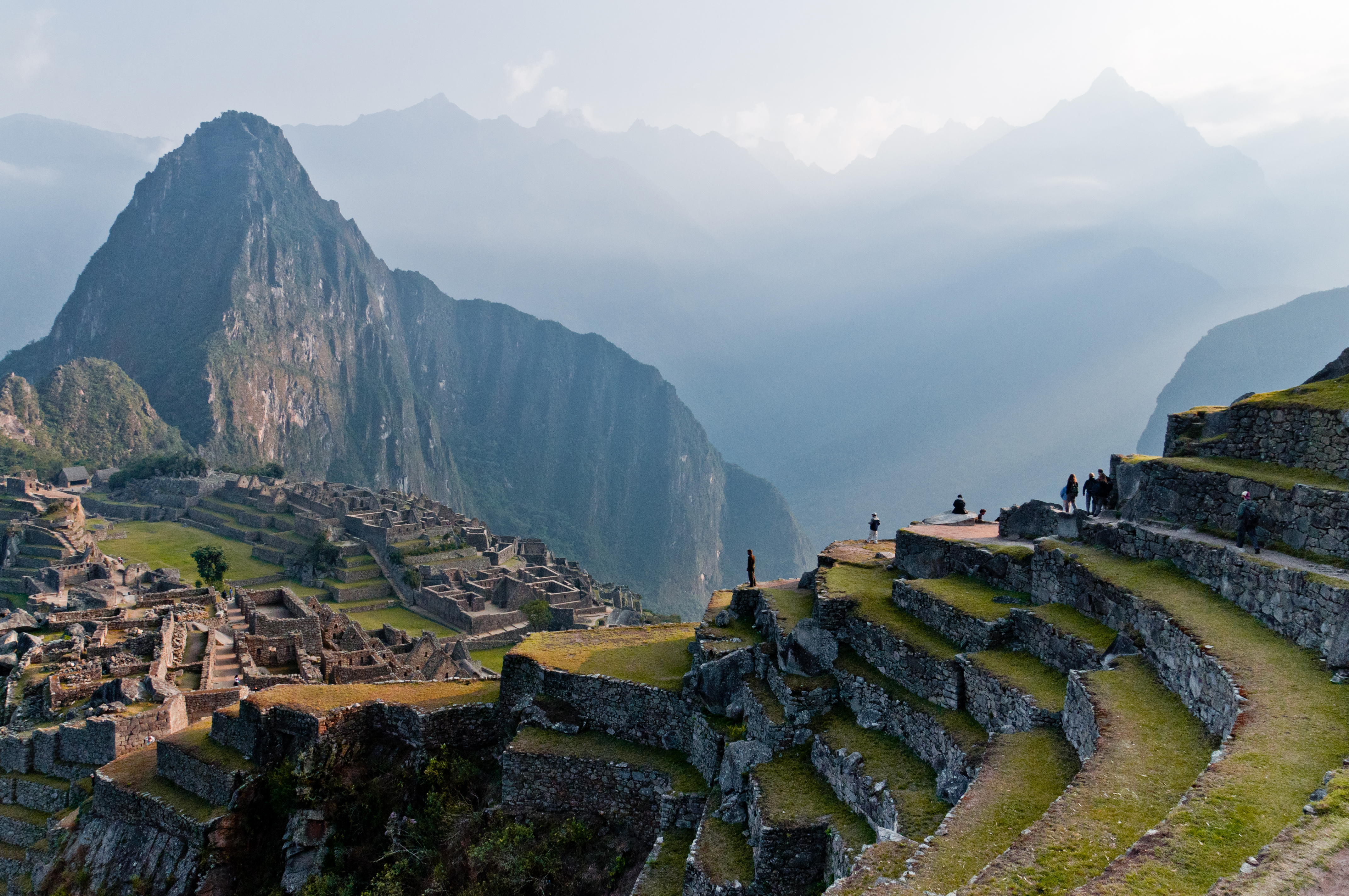
Гора Уайна-Пікчу виходить на руїни Мачу-Пікчу. Гори Анди обмежували більшу частину регіону.

Див. також: Теорія обмеження Карнейро
Роберт Карнейро розробив теорію (1970), спрямовану на забезпечення більш тонкого розуміння державотворення, враховуючи той факт, що багато факторів (надлишок сільського господарства, війни, зрошення, завоювання тощо) не створювали держав у всіх ситуаціях. Він дійшов висновку, що, хоча тиск населення та боротьба з ними були механізмами державотворення, вони створювали держави лише в географічних регіонах, обмежених або відгороджених від прилеглої території. Географічні бар'єри (або в деяких випадках бар'єри, створені кочівниками-рейдерами або суперницькими суспільствами) створюють обмеження у здатності людей долати виробничі недоліки, і в результаті війна призводить до створення держави. У ситуаціях необмежених сільськогосподарських угідь (таких як Амазонка чи Східні Сполучені Штати) Карнейро вважає, що тиску не існувало, і тому війна дозволила людям переїхати в інше місце і, отже, не стимулювала створення держави.

#### Неоеволюційні теорії
Див. також: Неоеволюціонізм
Ряд різних теорій, іноді пов'язаних із деякими з перелічених вище процесів, пояснюють становлення держави з точки зору еволюції систем лідерства. Цей аргумент розглядає людське суспільство як перетворюється з племен або вождів у держави шляхом поступового процесу трансформації, який дозволяє невеликій групі ієрархічно структурувати суспільство та підтримувати порядок шляхом привласнення символів влади. Групи, які здобули владу в племінному суспільстві, поступово працювали над побудовою ієрархії та сегментації, що створили державу.
Елман Сервіс (1915-1996) пропонував, що, на відміну від теорій економічної стратифікації, держава значною мірою створює стратифікацію в суспільстві, а не створюється для захисту цієї стратифікації. Бюрократія розвивається для підтримки лідерської структури в племенах і використовує релігійну ієрархію та економічну стратифікацію як засіб для подальшого збільшення своєї влади. Війна може відігравати ключову роль у ситуації, оскільки вона дозволяє лідерам розподіляти вигоди способами, що відповідають їхнім інтересам, проте це константа, яка живить систему, а не автономний фактор. Подібним чином антрополог Генрі Т. Райт стверджує (2006), що конкурентне та конфліктне середовище виробляє політичні експерименти, що ведуть до розвитку держави. На відміну від теорій, що держава розвивається шляхом випадковості або балаканини, експерименти передбачають більш спрямований процес, коли лідери племен вчаться на організаційних формах минулого та на результатах, які вони породили.

### Інші теорії
Інші аспекти висвітлюються в різних теоріях як такі, що сприяють розвитку. Іноді стверджують, що технологічний розвиток, релігійний розвиток або соціалізація членів мають вирішальне значення для розвитку держави. Однак більшість цих факторів виявляються другорядними при антропологічному аналізі. На додаток до завоювання, деякі теорії стверджують, що необхідність оборони від військового завоювання або військова організація для підкорення інших народів є ключовим аспектом, що веде до утворення держави.

### Дискредитовані теорії
Деякі теорії, запропоновані в 19 столітті та на початку 20 століття, з тих пір значною мірою дискредитовані антропологами. Карнейро пише, що теорії, «наприклад, на расовій основі, зараз настільки ретельно дискредитовані, що з ними не потрібно боротися … Ми також можемо відкинути віру, що держава є виразом» геніальності "народу, або що це сталося внаслідок «історичної аварії». Такі уявлення змушують державу здаватися чимось метафізичним або адвентивним, і таким чином ставлять її за межі наукового розуміння ". Подібним чином, соціально-дарвіністські точки зору, такі як Вальтер Беджхот у «Фізиці та політиці», стверджували, що державна форма розвивалася внаслідок того, як найкращі лідери та організовані суспільства поступово набирали владу, поки не з'явилася держава. Такі пояснення не вважаються достатніми для пояснення становлення держави.